# Babol
Babol (persiska بابُل) är en stad i provinsen Mazandaran i norra Iran. Folkmängden uppgår till cirka en kvarts miljon invånare. Avståndet mellan Teheran och Babol är 268 kilometer. Staden grundades under 1500-talet på platsen för den äldre staden Mamter (eller Mamtir, referens till forniransk mytologi Mithra), och kallades från början Barforushdeh (som betyder köping), vilket under årens lopp ändrats till Barforush och numera Babol. Omkring staden finns risfält som räknas som en stor inkomstkälla. Sångaren Afshin kommer från Babol.